# NGC 5574
NGC 5574 је елиптична галаксија у сазвежђу Девица која се налази на NGC листи објеката дубоког неба.
Деклинација објекта је + 3° 14' 17" а ректасцензија 14h 20m 55,9s. Привидна величина (магнитуда) објекта NGC 5574 износи 12,2 а фотографска магнитуда 13,2. Налази се на удаљености од 26,300 милиона парсека од Сунца. NGC 5574 је још познат и под ознакама UGC 9181, MCG 1-37-6, CGCG 47-18, PGC 51270.